# Westdorf
Westdorf is een gemeente in de Landkreis Salzlandkreis in Saksen-Anhalt in Duitsland. Westdorf ligt aan de Uerdinger Linie, in het traditionele gebied van het Nederduits. Westdorf telt 918 inwoners.

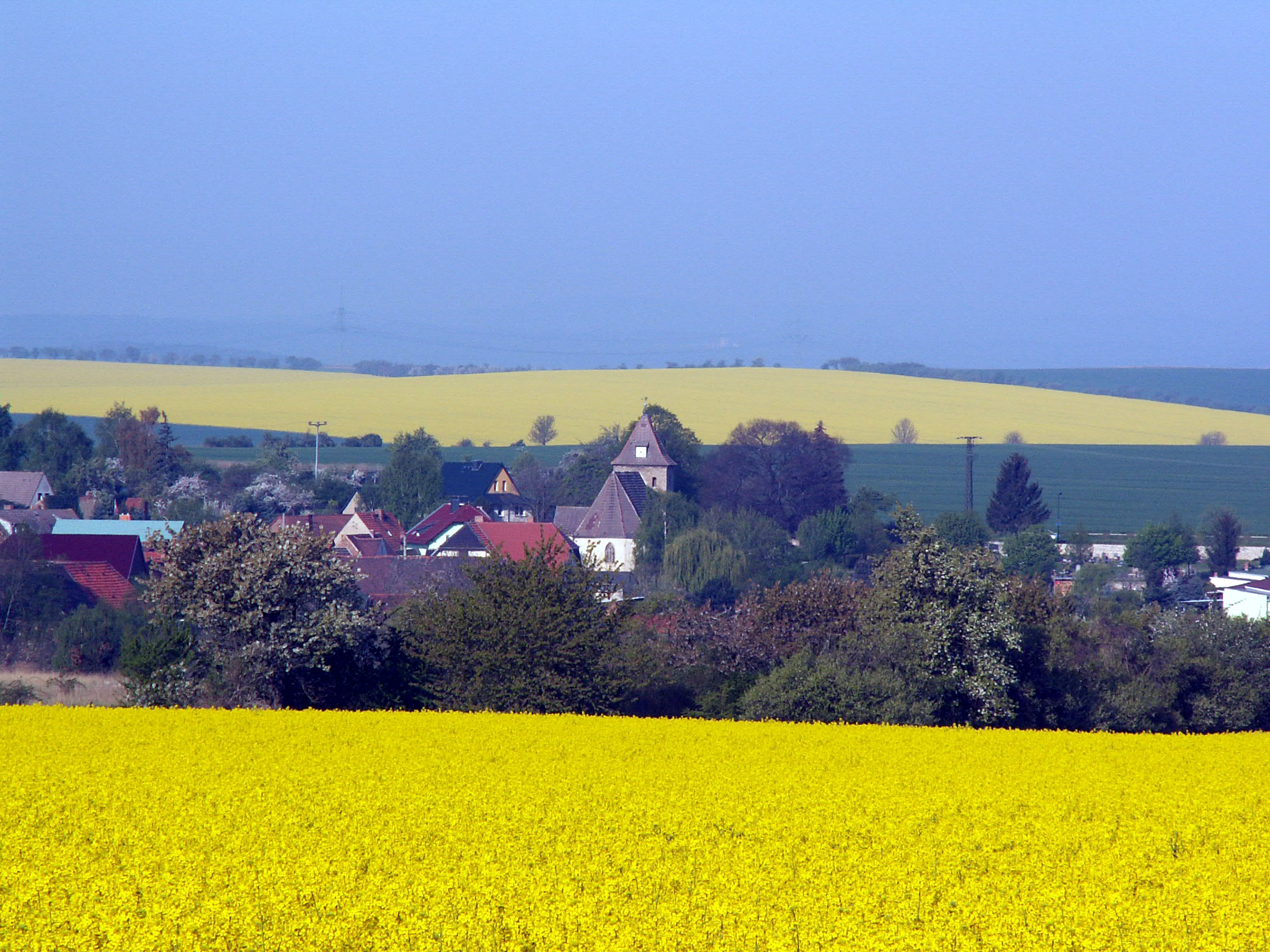
Westdorf